# Walter Koenig

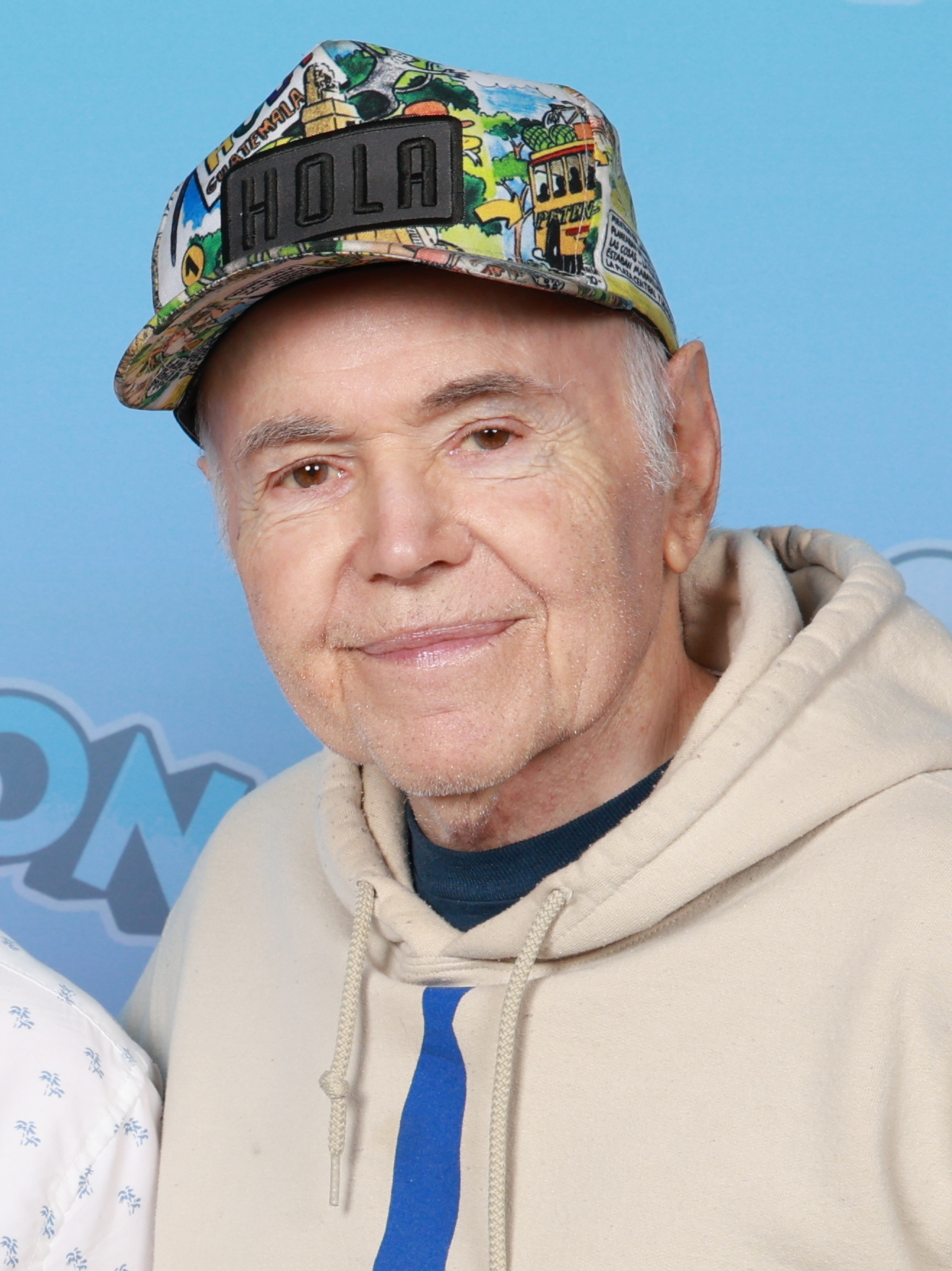
Walter Koenig (2024)

Walter Marvin Koenig (* 14. September 1936 in Chicago, Illinois) ist ein US-amerikanischer Schauspieler, Regisseur und Drehbuchautor, der vor allem durch seine Rolle als Pavel Chekov in der Science-Fiction-Serie Raumschiff Enterprise bekannt wurde. 

## Leben
Koenig wurde als Sohn des Geschäftsmanns Isadore Koenig und dessen Frau Sarah (geb. Strauss) geboren. Seine Eltern waren russischsprachige Juden, die in Litauen lebten, bevor sie aus der Sowjetunion in die Vereinigten Staaten auswanderten, und trugen ursprünglich den Nachnamen Königsberg. Nachdem die Familie nach Manhattan umgezogen war, ging Koenig dort zur Schule. Als Kommunist stand Koenigs Vater unter Beobachtung des FBI.
Nach seinem Schulabschluss besuchte Koenig das Grinnell College in Grinnell, Iowa. Später machte er an der UCLA seinen Bachelor in Psychologie. Nachdem einer seiner Professoren ihn ermutigt hatte, Schauspieler zu werden, besuchte er gemeinsam mit Dabney Coleman, Christopher Lloyd und James Caan die Neighborhood Playhouse School of Theatre.
Ab den frühen 1960er Jahren spielte er in verschiedenen Fernsehproduktionen mit. Er hatte 1964 eine Gastrolle in der Serie The Lieutenant, der ersten Fernsehserie unter Leitung des späteren Star-Trek-Erfinders Gene Roddenberry. Große Bekanntheit erlangte er schließlich ab 1967 durch die Darstellung des Pavel Chekov in der Science-Fiction-Serie Raumschiff Enterprise. Insbesondere von jungen Zuschauern erhielt er viele Fanbriefe. Nach der Einstellung von Raumschiff Enterprise im Jahr 1969 erhielt er zunächst nur noch wenige Rollenangebote. Neben Auftritten als Theaterschauspieler begann er, als Drehbuchautor an Fernsehproduktionen zu arbeiten; damit konnte der Familienvater finanziell einigermaßen leben.
Der wachsende Kultstatus von Star Trek und seine Mitwirkung als Chekov an sieben Star-Trek-Kinofilmen zwischen 1979 und 1994 brachten ihm schließlich wieder Erfolg. Für seine Darbietung im zweiten und im vierten Kinofilm wurde er jeweils für einen Saturn Award in der Kategorie Bester Nebendarsteller nominiert. In den 1990er Jahren erschien er wiederholt in der Rolle des Alfred Bester in der Serie Babylon 5. Im 21. Jahrhundert spielte Koenig in mehreren Star-Trek-Fanprojekten mit. Beispielsweise hatte er 2007 einen Gastauftritt in Star Trek: New Voyages, dort spielte er in der Episode To Serve All My Days abermals die Rolle des Pavel Chekov.

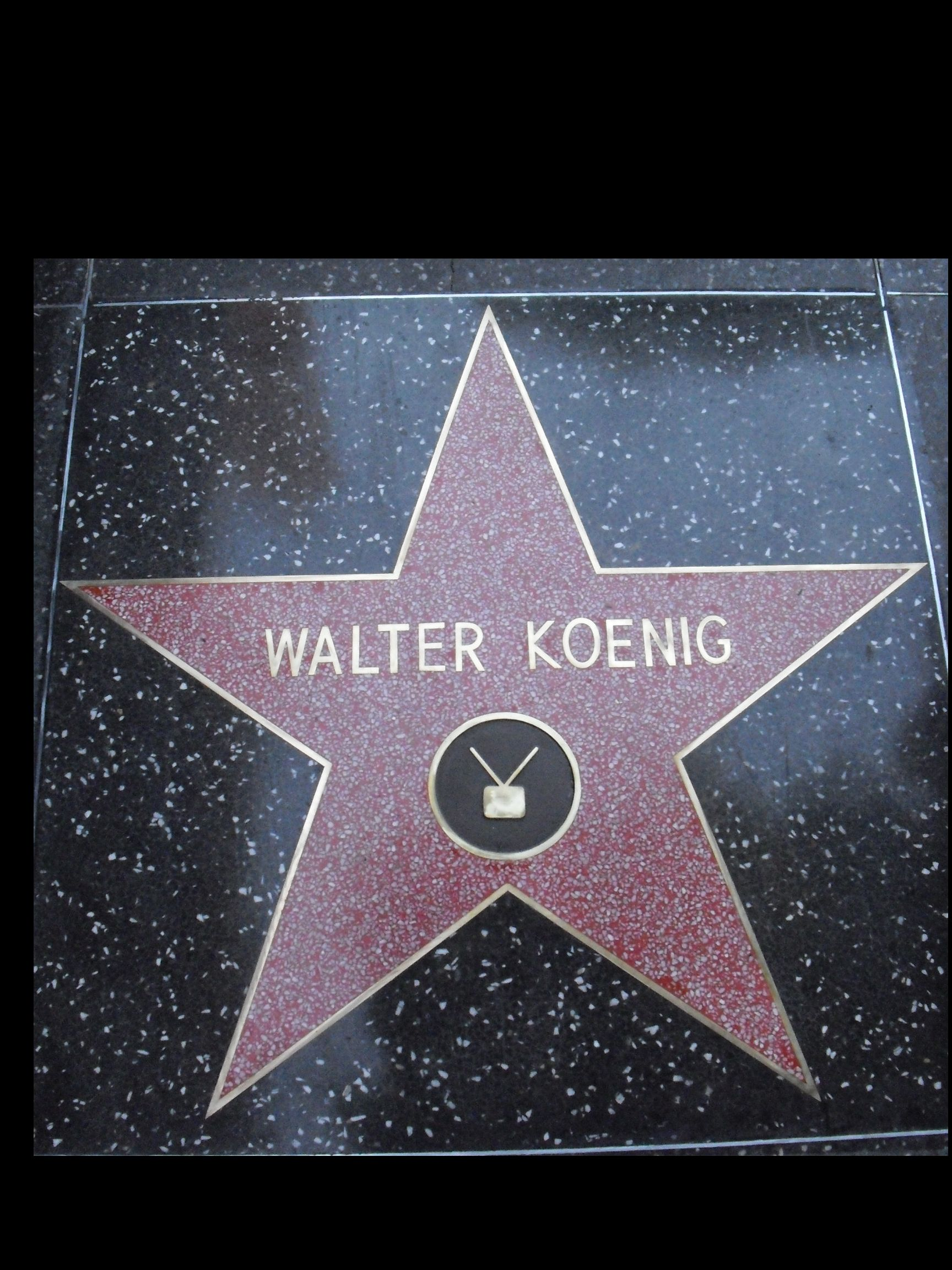
Stern von Walter Koenig auf dem Hollywood Walk of Fame

Am 10. September 2012 wurde Koenig mit einem Stern auf dem Hollywood Walk of Fame geehrt. Dieser befindet sich in der Nähe des Sterns seines Star-Trek-Kollegen George Takei.

## Privates
Koenig war ab 1965 bis zu deren Tod mit der Schauspielerin Judy Levitt (1939–2022) verheiratet und hatte einen Sohn, Andrew Koenig (1968–2010). Seine Tochter Danielle Koenig ist mit dem Komiker Jimmy Pardo verheiratet, mit dem sie ein Kind hat.
Koenig engagiert sich seit Jahren für die Flüchtlinge und Opfer der Militärdiktatur in Myanmar.

## Synchronisation
Die deutsche Synchronisation übernahm Elmar Wepper (ZDF-Folgen der Serie Raumschiff Enterprise und Kinofilme) beziehungsweise Martin Umbach (Sat.1-Synchronfassung von Raumschiff Enterprise). In den Kinofilmen Star Trek III: Auf der Suche nach Mr. Spock und Star Trek: Treffen der Generationen wurde er von Frank Glaubrecht gesprochen. In Babylon 5 wurde er von Till Hagen synchronisiert.
Im Spielfilm Moontrap (1989) wurde Koenig von Ekkehardt Belle gesprochen, auch in den zusätzlichen Szenen der 2014 erschienenen deutschen Blu-Ray/DVD-Veröffentlichung.

## Filmografie (Auswahl)

### Kinofilme
- 1961: Strange Lovers
- 1973: Nachtmahr (Deadly Honeymoon)
- 1979: Star Trek: Der Film (Star Trek: The Motion Picture)
- 1982: Star Trek II: Der Zorn des Khan (Star Trek II: The Wrath of Khan)
- 1984: Star Trek III: Auf der Suche nach Mr. Spock (Star Trek III: The Search for Spock)
- 1986: Star Trek IV: Zurück in die Gegenwart (Star Trek IV: The Voyage Home)
- 1989: Moontrap
- 1989: Star Trek V: Am Rande des Universums (Star Trek V: The Final Frontier)
- 1991: Star Trek VI: Das unentdeckte Land (Star Trek VI: The Undiscovered Country)
- 1994: Star Trek: Treffen der Generationen (Star Trek Generations)
- 1996: Female Justice (Sworn to Justice)
- 1997: Drawing Down the Moon
- 2003: Roddenberry on Patrol
- 2006: Mad Cowgirl
- 2007: InAlienable
- 2013: Blue Dream
- 2017: Neil Stryker and the Tyrant of Time
- 2018: Diminuendo
- 2020: Unbelievable!!!!!

### Fernsehen
- 1961: General Hospital (Pilotfilm)
- 1963: Das große Abenteuer (The Great Adventure) (Serie, eine Folge)
- 1963–1965: Mr. Novak (Serie, drei Folgen)
- 1964: The Lieutenant (Serie, eine Folge)
- 1964: Alfred Hitchcock zeigt (The Alfred Hitchcock Hour) (Serie, eine Folge)
- 1965: Ben Casey (Serie, eine Folge)
- 1965: Gidget (Serie, eine Folge)
- 1966: Tennisschläger und Kanonen (I Spy) (Serie, eine Folge)
- 1966: Jericho (Serie, eine Folge)
- 1968: Mannix (Serie, eine Folge)
- 1967–1969: Raumschiff Enterprise (Star Trek) (Serie, 36 Folgen)
- 1970: Medical Center (Serie, eine Folge)
- 1970: Die Leute von der Shiloh Ranch (The Virginian) (Serie, eine Folge)
- 1971: Der Chef (Ironside) (Serie, eine Folge)
- 1971: Goodbye, Raggedy Ann
- 1973: The Starlost (Serie, zwei Folgen)
- 1974: Ein Computer wird gejagt (The Questor Tapes) (Pilotfilm von Gene Roddenberry)
- 1976: Columbo: Mord im Bistro (Fade in to Murder) (Serie, eine Folge)
- 1982: Frank Buck – Abenteuer in Malaysia (Bring ’Em Back Alive) (Serie, eine Folge)
- 1983: Anthony and Cleopatra
- 1990: The Real Ghostbusters (Serie, eine Folge, Stimme)
- 1994–1998: Babylon 5 (Serie, zwölf Folgen)
- 1997: Viva Variety (Serie, eine Folge)
- 1997: Zwei Singles im Doppelbett (Almost Perfect) (Serie, eine Folge)
- 1998: Diagnose: Mord (Diagnosis Murder, Fernsehserie, Folge 6x06 Das Gutachten)
- 2001: Son of the Beach (Serie, eine Folge)
- 2007: Bone Eater
- 2010: War of Heaven (Kurzfilm)
- 2023: Star Trek: Picard (Folge 3x10, Stimme von Präsident Anton Chekov)

### Fanfilme
- 2007: Star Trek: New Voyages
- 2007: Star Trek: Of Gods And Men
- 2015: Star Trek: Renegades